# Barend Ietswaart
Barend (Bap) Ietswaart (Amsterdam, 18 november 1914 – Veenendaal, 14 maart 1962) was een Nederlands fotograaf.
Hij was zoon van kantoormedewerker Barend Ietswaart en Christina Wilhelmina van der Veen. Hijzelf was van 1940 tot 1953 getrouwd met Antonetta Maria Thonhauser en vanaf 1953 met Maria Kristel.
Bap Ietswaart begon al op jeugdige leeftijd met fotograferen. Hij startte zijn eigen bedrijfje Dutch Express aan de Amsterdamse Haarlemmerstraat. Samen met fotograaf en de latere cineast Bert Haanstra begon Ietswaart de NV Fotoreportagedienst Express aan Rokin 59; het bedrijf was gevestigd boven een tabakshandel. Trix Ietswaart (Christina Wilhelmina), zus van Barend fungeerde als telefoniste. Bap wist in 1938 een jonge prins Bernard op de plaat te krijgen als ook acteur Anton Walbrook. Het bedrijf kwam niet van de grond en werd nog voor de Tweede Wereldoorlog opgeheven bij gebrek aan financiële middelen.
Ietswaart ging na die oorlog te werk als zelfstandig fotograaf, onder andere in de Rivierenbuurt. Hij stierf bij een auto-ongeluk.
- Nederlandse Thesaurus van Auteursnamen: 113422652
- Virtual International Authority File: 285029035
- WorldCat: E39PBJhGTtV443dqqdJm3q4KBP